# Sangaris viridipennis
Sangaris viridipennis là một loài bọ cánh cứng trong họ Cerambycidae.